# Felice Tedeschi
Felice Tedeschi (Monteleone di Spoleto) is een Italiaans autocoureur.

## Carrière
Felice Tedeschi is een Italiaanse autocoureur die momenteel deelneemt aan het Italiaanse GT-kampioenschap. Hij is een voormalig World Touring Car Championship-coureur, die zijn debuut maakte in 2012.
Tedeschi begon zijn carrière in 1982 in de Formule Fiat Abarth. In 1984 won hij het Italiaanse onder-23 kampioenschap in de Formule Fiat Abarth. Hij reed ook verschillende seizoenen in de Italiaanse Formule 3, waar hij in 1988 als 7e eindigde in het klassement en één race won op Mugello. Hij reed van 1994 tot 1997 in het Italiaanse Superturismo-kampioenschap, waar hij 5 races won voordat hij overstapte naar de International Sports Racing Series. In 1998 nam hij deel aan het Europees Prototype Kampioenschap, won twee races en werd Europees teamkampioen samen met Gianluca Giraudi. Hij bleef in deze serie rijden tot 2000.
Hij reed daarna niet veel meer, maar maakte wel eenmalige optredens in de Porsche Supercup in 2003 en in de Superstars Series in 2011. In september 2012 werd aangekondigd dat Tedeschi zijn World Touring Car Championship-debuut zou maken bij Proteam Racing in een BMW 320 TC tijdens de Race of the United States op Sonoma Raceway. Hij kreeg echter een ongeluk in de eerste trainingssessie, waarbij zijn auto te zwaar beschadigd raakte om op tijd gerepareerd te worden voor de races. In 2015 keerde hij terug naar de racerij in het Italiaanse GT Tourismo Kampioenschap, waar hij in een Ferrari 458 reed. Hij nam deel aan 6 races en behaalde een podiumplaats in zijn categorie.